# Acheilognathus yamatsutae
Acheilognathus yamatsutae är en fiskart som beskrevs av Tamezo Mori botanist 1928. Acheilognathus yamatsutae ingår i släktet Acheilognathus och familjen karpfiskar. Inga underarter finns listade i Catalogue of Life.